# Bunyola
Bunyola è un comune spagnolo di 6 026 abitanti situato nella comunità autonoma delle Baleari, sull'isola di Maiorca.